# أندرو بولسون
أندرو بولسون (بالإنجليزية: Andrew Paulson)‏ هو منتج أفلام ورائد أعمال أمريكي، ولد في 1958 في نيو هيفن في الولايات المتحدة، وتوفي في 18 يوليو 2017 في لندن في المملكة المتحدة بسبب سرطان الرئة.